# Warren Bolster
Warren Bolster, né le 11 juillet 1947 à Washington DC et mort le 6 septembre 2006 à  Mokuleia (Hawaï), était un photographe de skateboard et de surf. Il a contribué à la renaissance du magazine Skateboarder Magazine, et fut une figure prédominante du photojournalisme du skateboard dans les années 1970 et du surf jusqu'à sa mort.

## Biographie
Il est le fils d'un consul américain. En 1963, sa famille déménage en Australie où Warren Bolster découvre et s'adonne au skateboard et au surf. Il couple cet intérêt avec celui de la photographie, produit des clichés de surfeurs et rédige des articles sur le sujet. En 1967, il étudie au Brevard Community College en Floride et s'affirme comme l'un des meilleurs surfeurs de la région. En 1970, il déménage à San Diego en Californie où il crée des planches de skateboard avec des skis pour créer une alternative au surf.
En 1972, il rédige pour le magazine Surfer magazine, en devient l'un des éditeurs en 1976-1977, et se voit confier la mission de ranimer le magazine Skateboarder magazine qui cessa de publier 10 ans plus tôt. Il quitte le magazine Skateboarder en 1978 et reste un photographe de Surfer Magazine jusqu'en 1992.
En 1978, il s'installe à Hawaï et travaille en tant que photographe indépendant.
Il se donne la mort le 6 septembre 2006 avec une arme à feu. Il était connu pour s'exposer de manière dangereuse lors de ses prises de photos, a été victime de nombreux accidents, et souffrait d'une dépendance aux anti-douleurs (oxycodone),. Ses cendres furent éparpillées dans la baie de Moanalua à Hawaï.

## Œuvre
Warren Bolster fut l'un des premiers à utiliser un objectif fisheye, des séquences motorisés et un stroboscope pour documenter la culture du skateboard en Californie. Pour le surf, il shootait depuis des hélicoptères, ou montait des appareils photo à l'avant ou l'arrière des planches de surf. Il a également placé des appareils photo sur et sous les planches de surfeurs pour capturer la dualité de l'exercice.
Il est l'auteur de la photographie de l'album Nowhere du groupe shoegazing Ride.
Ses photos de jeunes skateboarders réalisant des figures, la plupart du temps sans protection et voir sans chaussures, dans le magazine Skateboard, ont été l'un des principaux moteurs de la résurgence du sport dans les années 1970. Tony Hawk affirme que le magazine Skateboarder était la seule lecture pertinente du milieu de skateboard des années 1970, et que les photos de Warren Bolster furent une source d'inspiration.

## Vie privée
Deux fois divorcé, il a deux fils, Edward and Warren Jr,.